# Polyura caphontis
Espèce
Polyura caphontis est une espèce de lépidoptères (papillons) de la famille des Nymphalidae et de la sous-famille des Charaxinae. 
Elle est endémique des Fidji.

## Dénomination
Polyura caphontis a été décrit par William Chapman Hewitson en 1874 sous le nom initial de Charaxes caphontis.
Synonyme : Eulepis caphontis ; Rothschild & Jordan, 1898.

## Description
Polyura caphontis est un grand papillon aux ailes antérieures à bord externe concave et aux ailes postérieures avec une petite queue. 
Le dessus est marron marqué aux ailes antérieures de deux lignes de points blancs et aux ailes postérieures d'une ligne submarginale de points blancs et d'une ligne de taches orange.
Le revers est plus clair avec la même ornementation.

## Écologie et distribution
Il est uniquement présent aux Fidji.

### Protection
Pas de statut de protection particulier.

## Philatélie
La poste des Fidji a émis un timbre en 2007.